# 大聖勝軍寺
大聖勝軍寺（たいせいしょうぐんじ）は、大阪府八尾市太子堂にある高野山真言宗の寺院。山号は神妙椋樹山（しんみょうりょうじゅさん）。本尊は如意輪観音。開基は聖徳太子である。旧奈良街道に面して建つ。聖徳太子建立三太子の一つで、叡福寺（太子町）の「上の太子」、野中寺（羽曳野市）の「中の太子」に対して、「下の太子」と呼ばれている。地元では単に「太子堂」と呼ばれている。

## 歴史

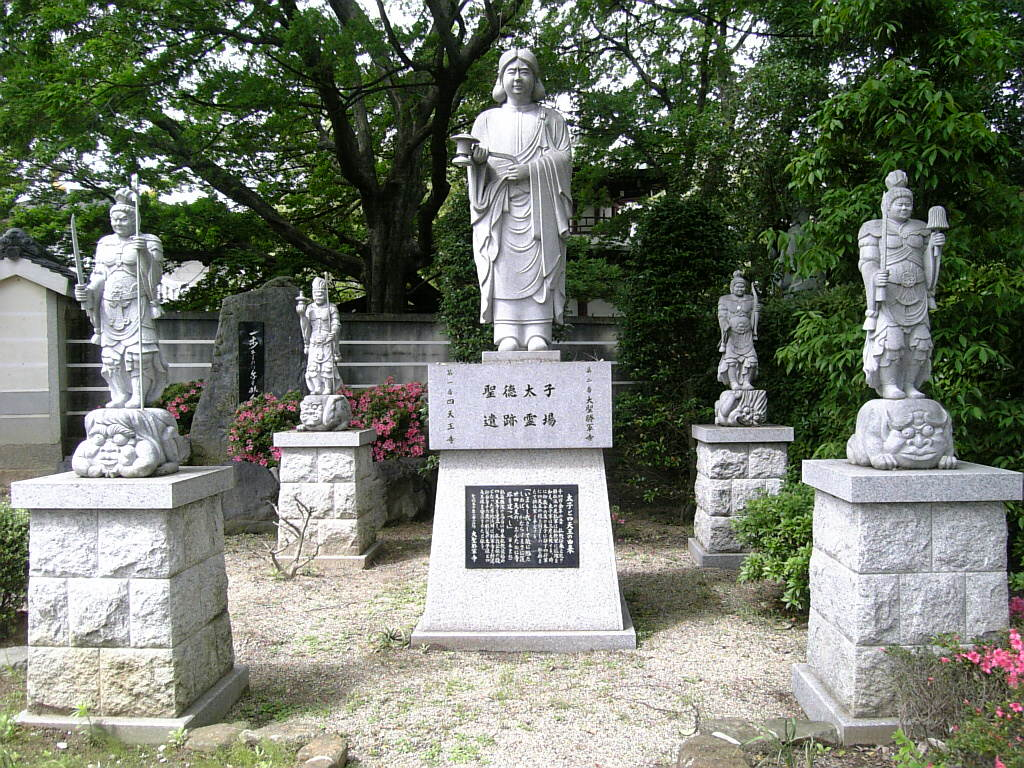
聖徳太子像と四天王像

用明天皇2年（587年）、崇仏派の蘇我馬子に組した聖徳太子が排仏派の物部守屋との戦いで「いまもし我をして敵に勝たしめば、かならずまさに護世四天王の、おんために寺塔を建つべし」（日本書紀）と祈願して戦勝したことから、戦後間もなく四天王を祭るための寺院として摂津国難波（現・大阪市天王寺区）に四天王寺を建立するとともに、当寺の太子堂も建立された、これが当寺のそもそもの始まりである。また、信貴山に現れた毘沙門天像を2体作っており、1体を信貴山朝護孫子寺に、もう1体を当寺に奉納して毘沙門堂を建立したという。
もしくは寺伝によると、聖徳太子が物部守屋の大軍に包囲されて絶体絶命の窮地に陥ったまさにその時に椋の大木が真っ二つに割れて、その幹の空洞に太子は身を潜めて九死に一生を得たという。起死回生を誓った太子は恩樹椋の木で自身の十六歳の像を刻み、自ら黒髪を断ち切って植髪した。そして椋の木を取り巻くように茂っていた白膠木で四天王の像を刻むと、蘇我馬子以下四大臣を四天王に見立てて、蘇我馬子に増長天、秦河勝に多聞天、小野妹子に持国天、迹見赤檮に広目天というように各々の頭髪にそれぞれ一体ずつを戴かしめて必勝の誓願をたて、ついに迹見赤檮が放った矢によって守屋を倒した。そして戦勝の後に植髪尊像と四天王像を祀る堂（現・太子堂）を建立したという。
推古天皇2年（594年）、推古天皇より「椋の木」の徳を称えてそこから「神妙椋樹山」の山号と太子が戦勝を得たことから「大聖勝軍寺」の寺号が贈られる。これによりこの年を当寺の創建年としている。天平勝宝8歳（756年）には聖武上皇から「大聖勝軍鎮護国家寺」の称号を贈られ、勅願寺に定められた。
かつては宝積院（渋河寺）、龍華院（龍華寺）、日羅院（日羅寺）などの僧坊があったという。
当寺の東には物部守屋墳がある。南東には守屋を倒した矢を埋めたという鏑矢塚があり、さらにその南西には守屋が倒れた場所に守屋を倒した弓を埋めたとされる弓代塚がある。

## 境内
- 本堂（太子堂）
- 地蔵堂 - 六角形の堂。
- 多宝塔「平和塔」 - 物部守屋像と聖徳太子像が祀られている。
- 毘沙門堂
- 庫裏
- 弘法大師像
- 新太子堂（新本堂）
- 神妙椋樹 - ムクの御神木の中に聖徳太子像がある。
- 馬蹄石 - 聖徳太子の馬の蹄の跡が残されているという。
- 鎮守社
- 大聖不動明王 - 一願不動尊。
- 救世観世音菩薩像
- 鐘楼
- 山門
- 聖徳太子と四天王像
- 守屋池（守屋首洗池） - 秦河勝が物部守屋の首を洗ったとされる池。山門の前にあり現在は水はない。

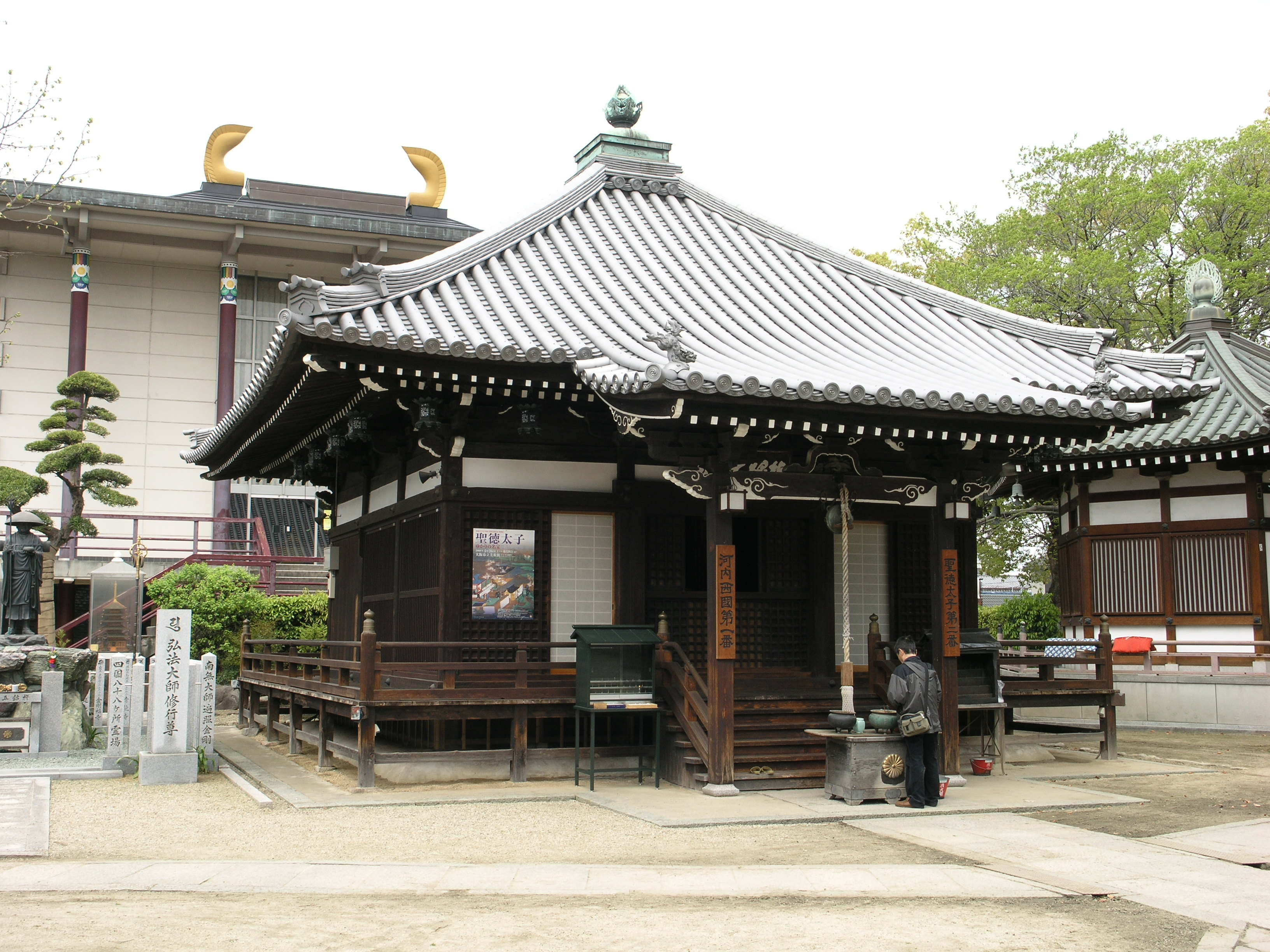
本堂
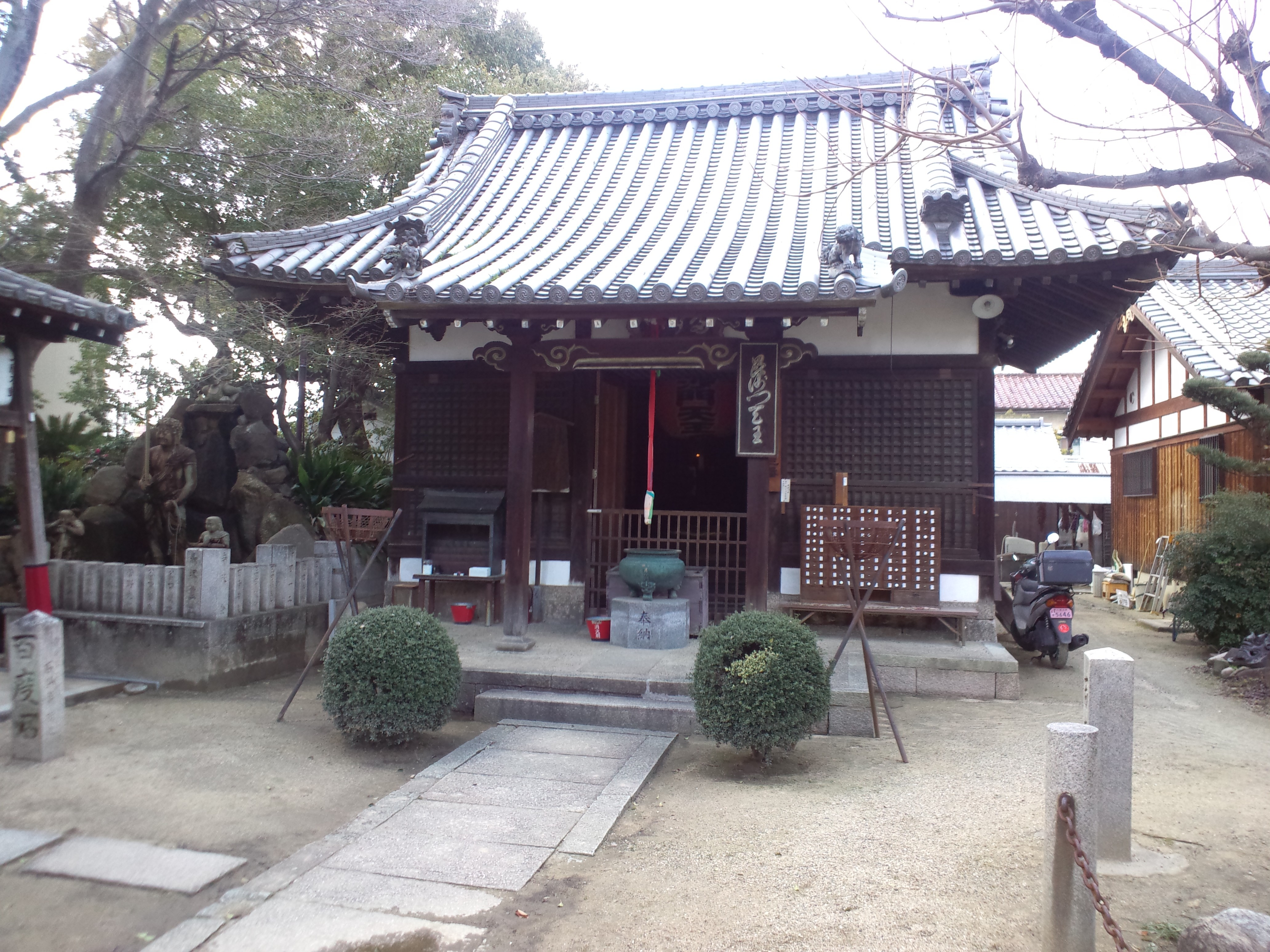
毘沙門堂
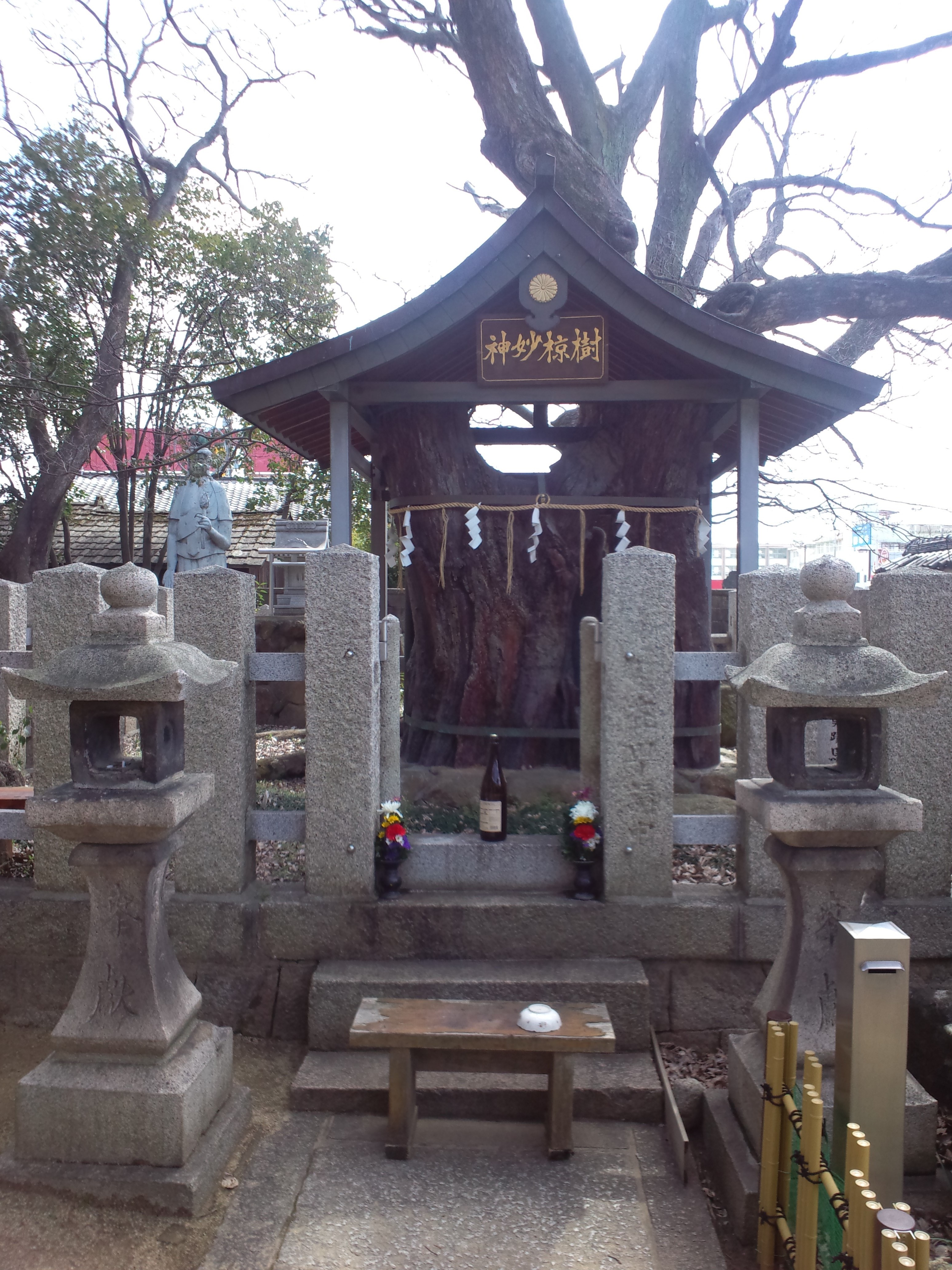
神妙椋樹
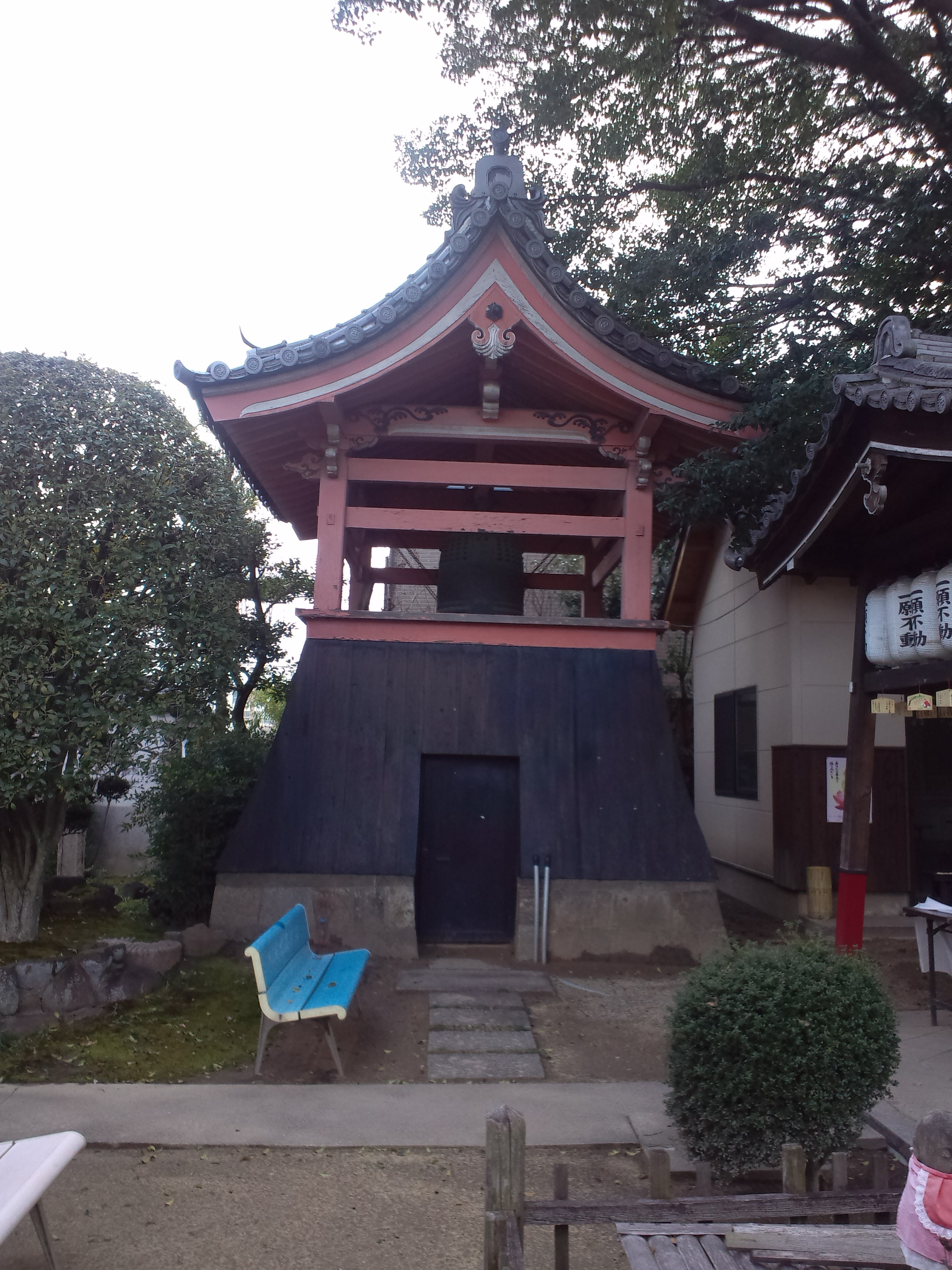
鐘楼
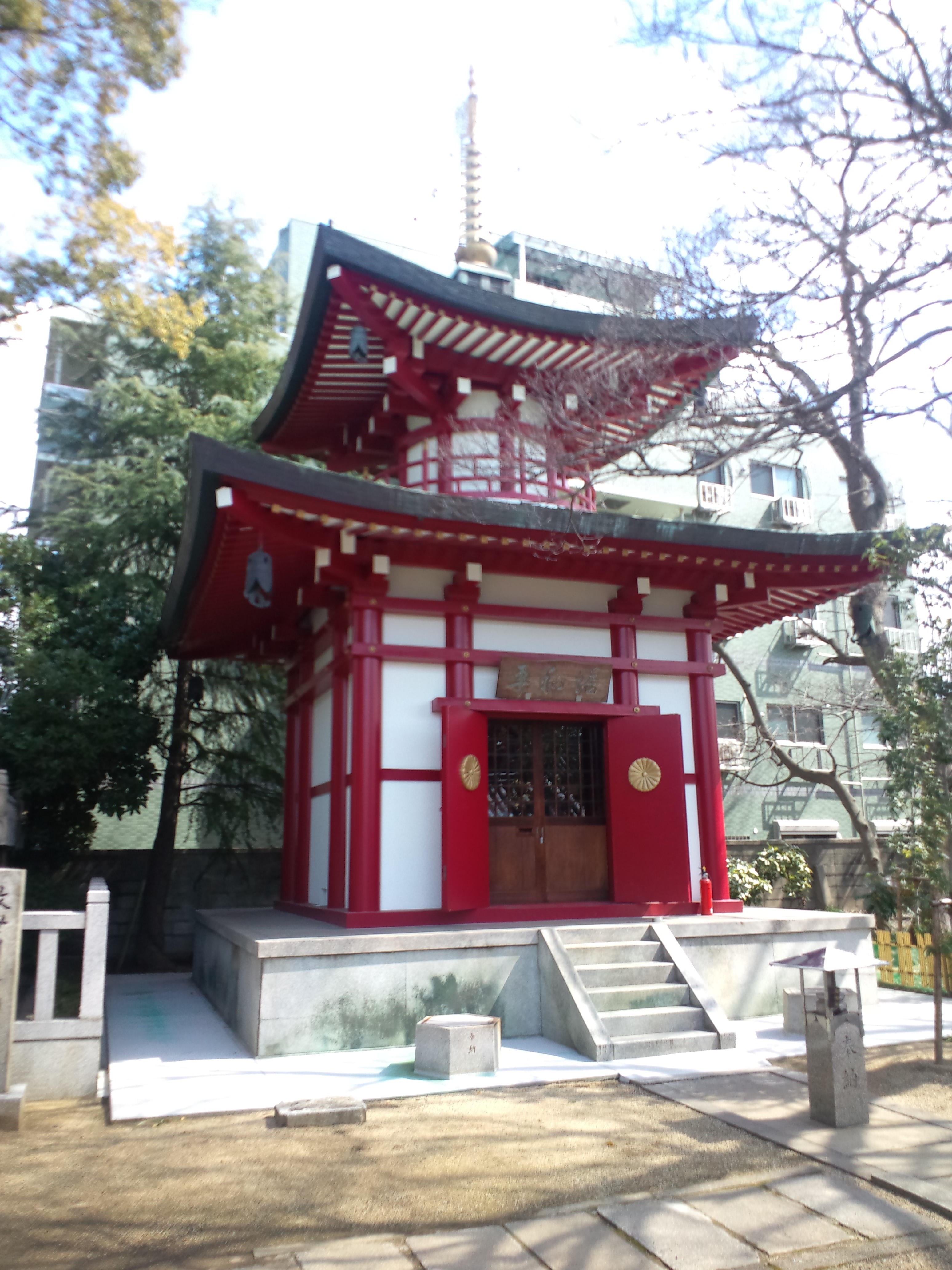
平和塔
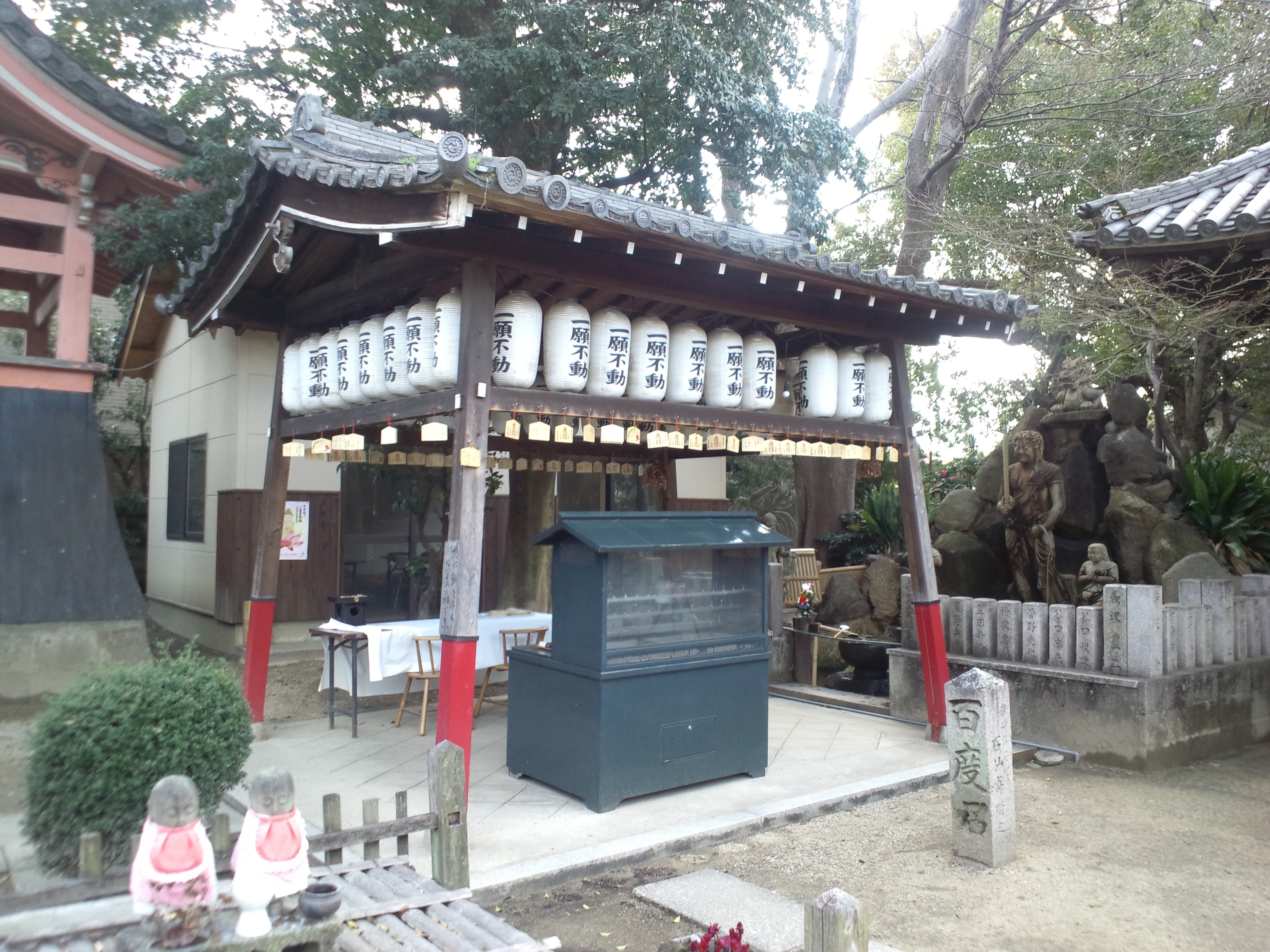
一願不動
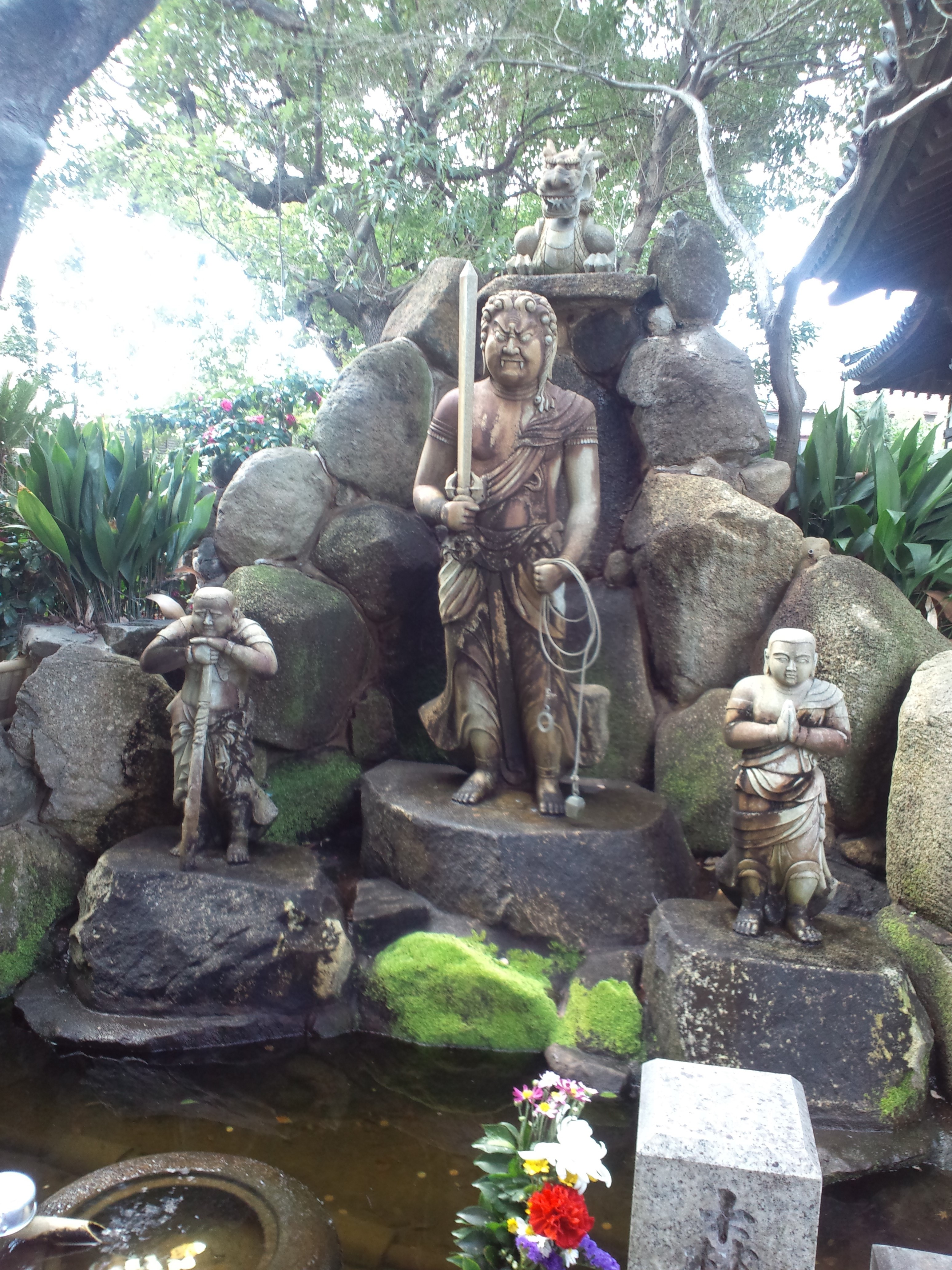
大聖不動明王
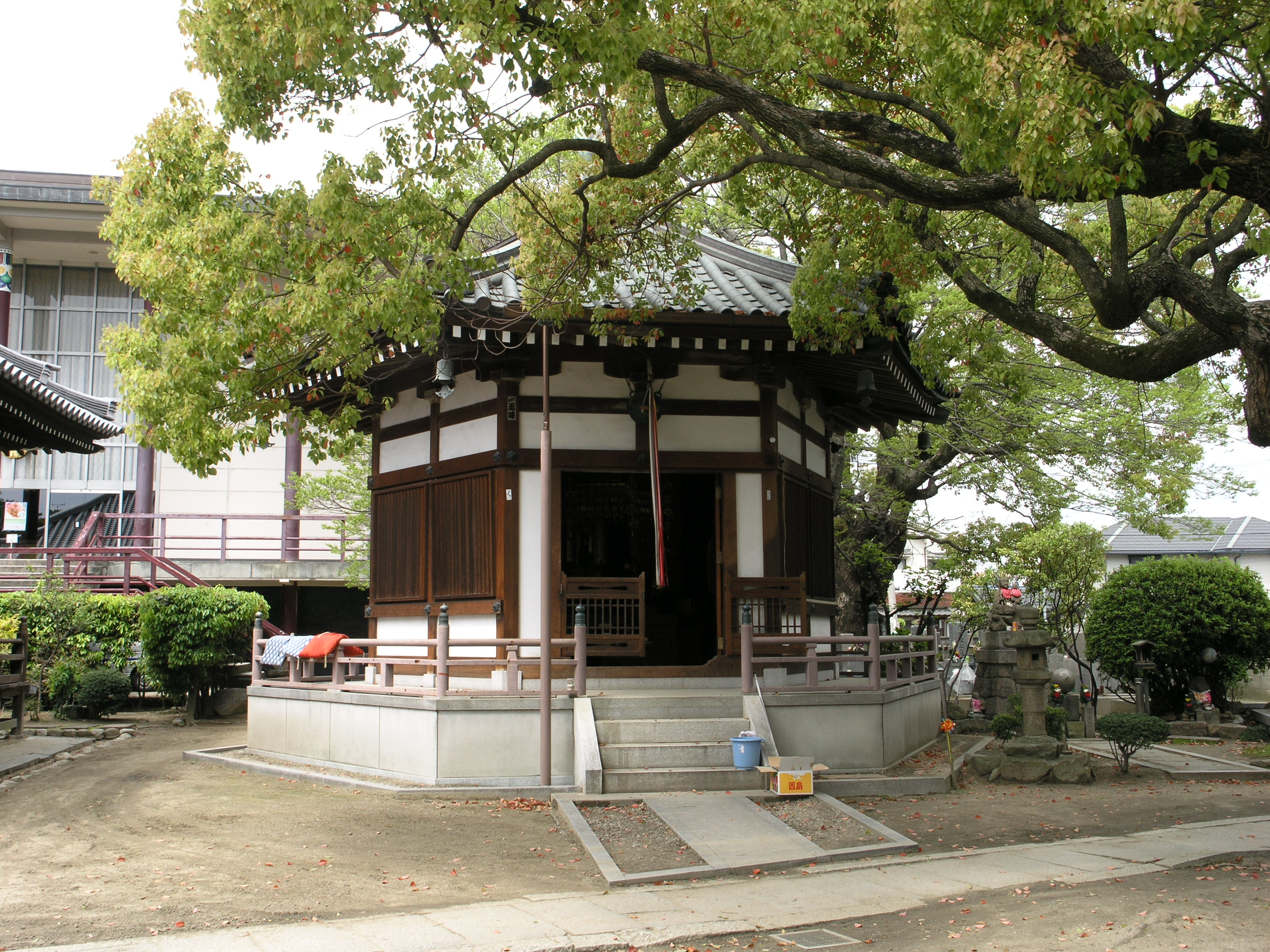
地蔵堂
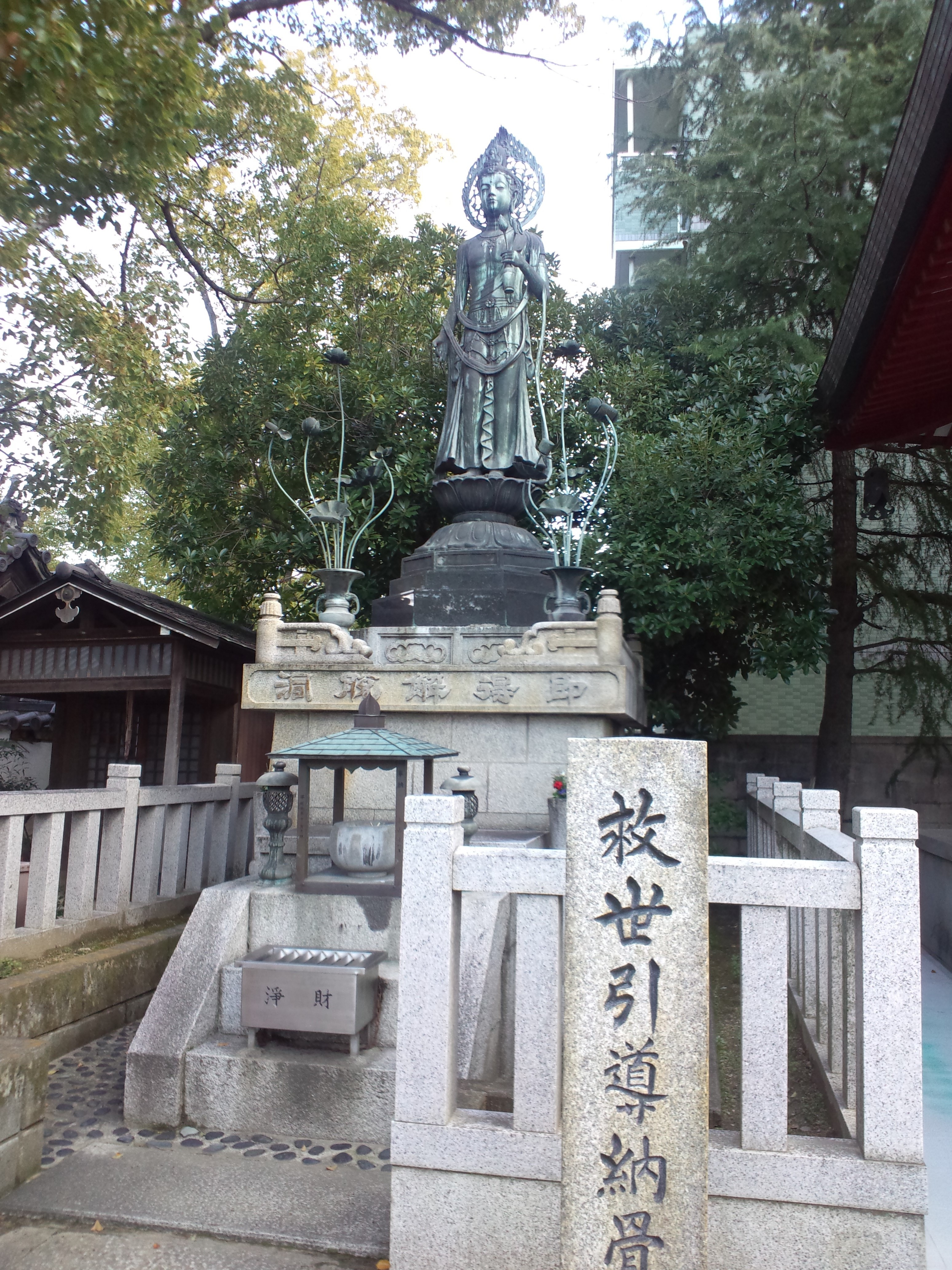
救世観音菩薩
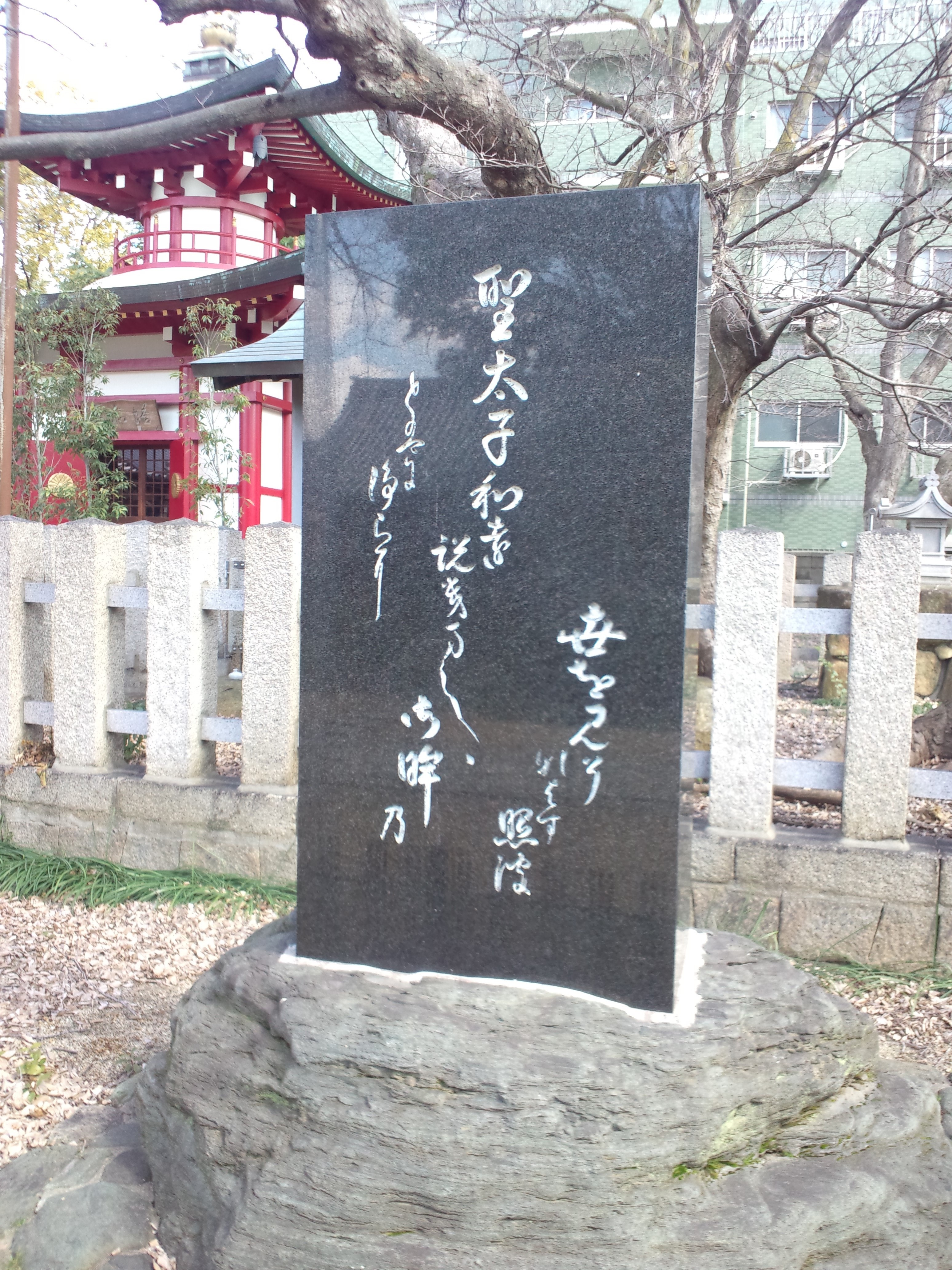
歌碑
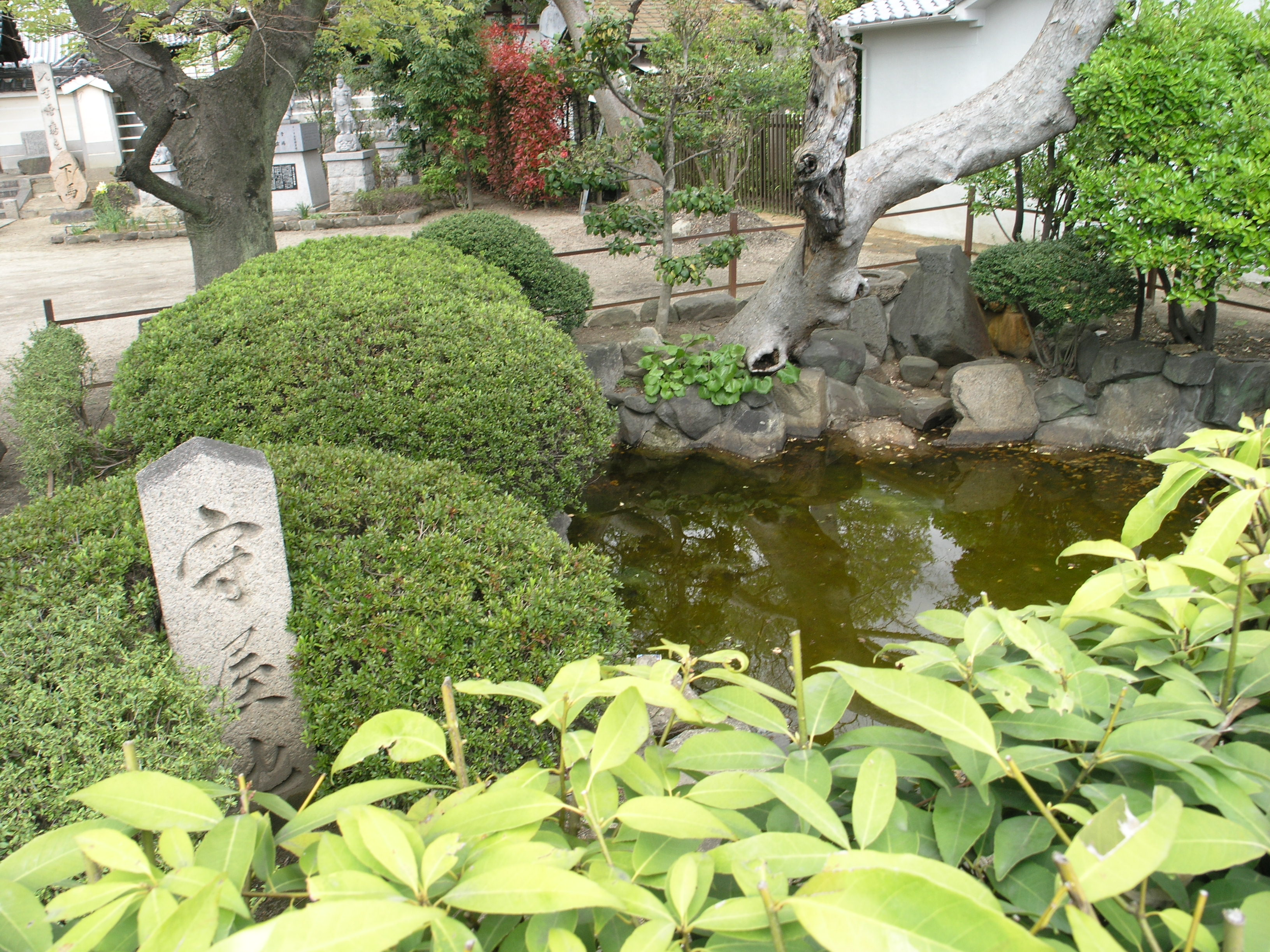
守屋池

## 文化財

### 大阪府指定有形文化財
- 木造二臂如意輪観音思惟半跏像及び同胎内仏金銅菩薩思惟半跏像 - 1970年（昭和45年）2月20日指定[2]。
- 木造四天王像 4躯 - 1977年（昭和52年）3月31日指定[2]。
- 木造毘沙門天像 - 1977年（昭和52年）3月31日指定[2]。
- 色々威胴丸 兜､広袖付 - 1984年（昭和59年）5月1日指定[2]。

### 八尾市指定有形文化財
- 絹本著色聖徳太子絵伝 長谷川永信作 4面 - 2009年（平成21年）3月23日指定[2]。
- 絹本著色馬上太子像 - 2009年（平成21年）12月21日指定[2]。
- 木造聖徳太子孝養像・二王子立像 3躯 - 1997年（平成9年）3月17日指定[2]。
- 絹本着色焰摩天像
- 絹本着色子島荒神像

## 前後の札所
河内西国霊場
1 大聖勝軍寺　-　2 念仏寺
聖徳太子霊跡
1 四天王寺　-　2 大聖勝軍寺　-　3 道明寺
河内飛鳥古寺霊場
2 長栄寺　-　3 大聖勝軍寺　-　4 葛井寺
河内飛鳥七福神（毘沙門天）

## 周辺情報
- 当寺の外の東には物部守屋の墓がある。また、弓代塚や鏑矢塚もある。

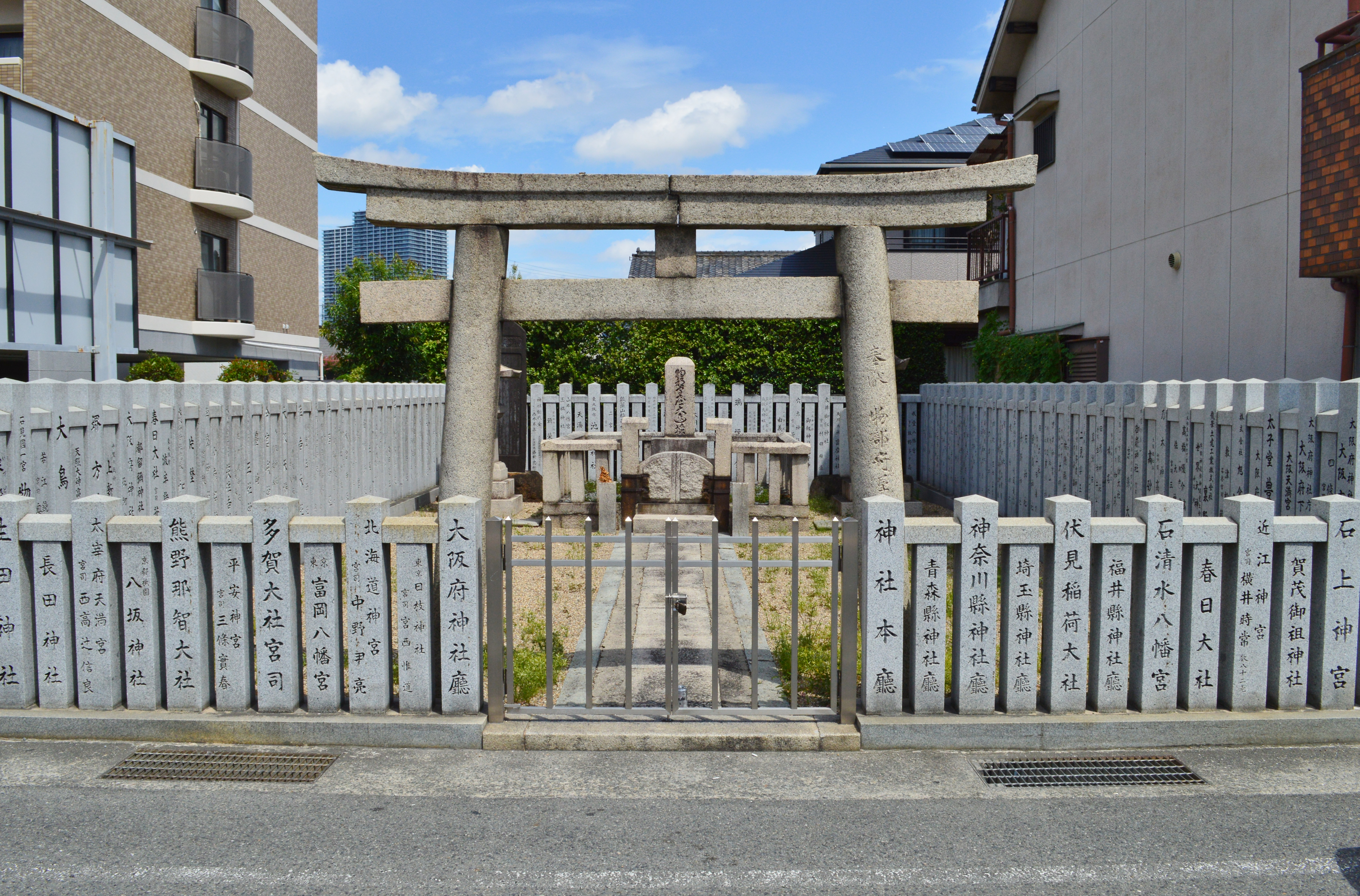
伝物部守屋墓

## 年中行事
- 4月22日 - 聖徳太子会式法要
- 8月15・16日 - 絵燈籠供養
- 春と秋の彼岸中日 - 彼岸法要

## 所在地
- 大阪府八尾市太子堂3丁目3-16

## アクセス
- JR大和路線 八尾駅から上記バス または徒歩約18分
- JR大和路線 久宝寺駅から徒歩約24分
- 近鉄大阪線 近鉄八尾駅からバス「藤井寺駅」行きで「太子堂」下車すぐ